# Transeius montdorensis
Transeius montdorensis är en spindeldjursart som först beskrevs av Schicha 1979.  Transeius montdorensis ingår i släktet Transeius och familjen Phytoseiidae. Inga underarter finns listade i Catalogue of Life.